# Кондрашин, Борис Васильевич
Борис Васильевич Кондрашин (16 августа 1923, Екатеринбург — 7 мая 1994, Екатеринбург) — советский художник-соцреалист, член Союза художников СССР с 1960 года, участник всесоюзных, республиканских, зональных и областных выставок.

## Биография

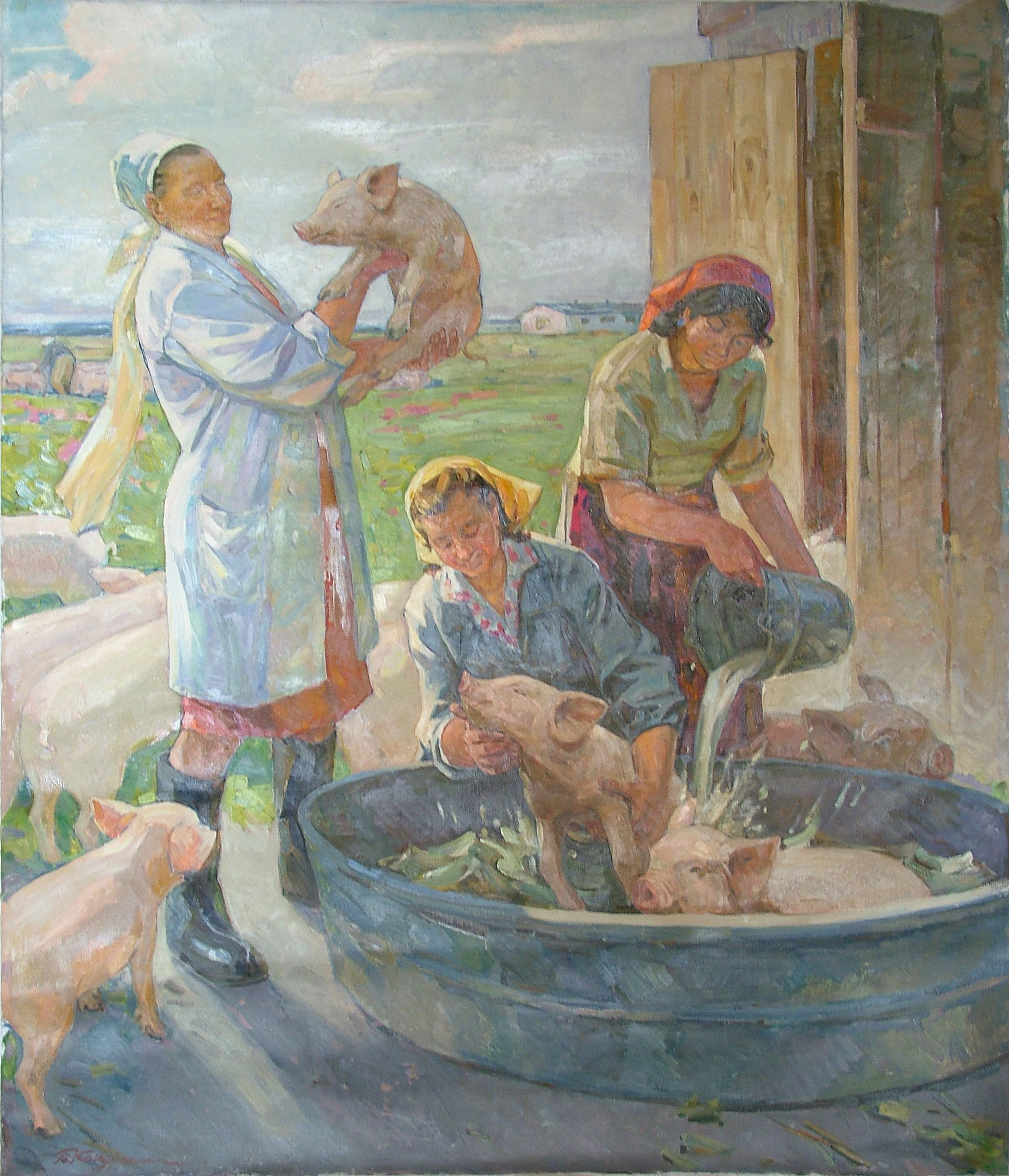
Свинарки (банный день)

Родился в 1923 году в Екатеринбурге.
В 1938 году поступил в Свердловское художественное училище имени Шадра, но война прервала обучение. После окончания авиационной школы механиков в октябре 1941 года уходит на фронт. С 1943 года находился в авиационных частях, в полку штурмовой авиации, освобождая западные рубежи страны (участвовал в боях за освобождение Белоруссии и Прибалтики), дошёл до Польши и Германии, участвовал в боях за освобождение Кенигсберга, за что был награждён медалью «За взятие Кенигсберга» (09.06.1945). Награждён Орденом Отечественной войны II степени (06.04.1985), медалями «За отвагу» (20.05.1945), «За победу над Германией в Великой Отечественной войне 1941—1945 гг.» (09.05.1945) и юбилейными медалями.

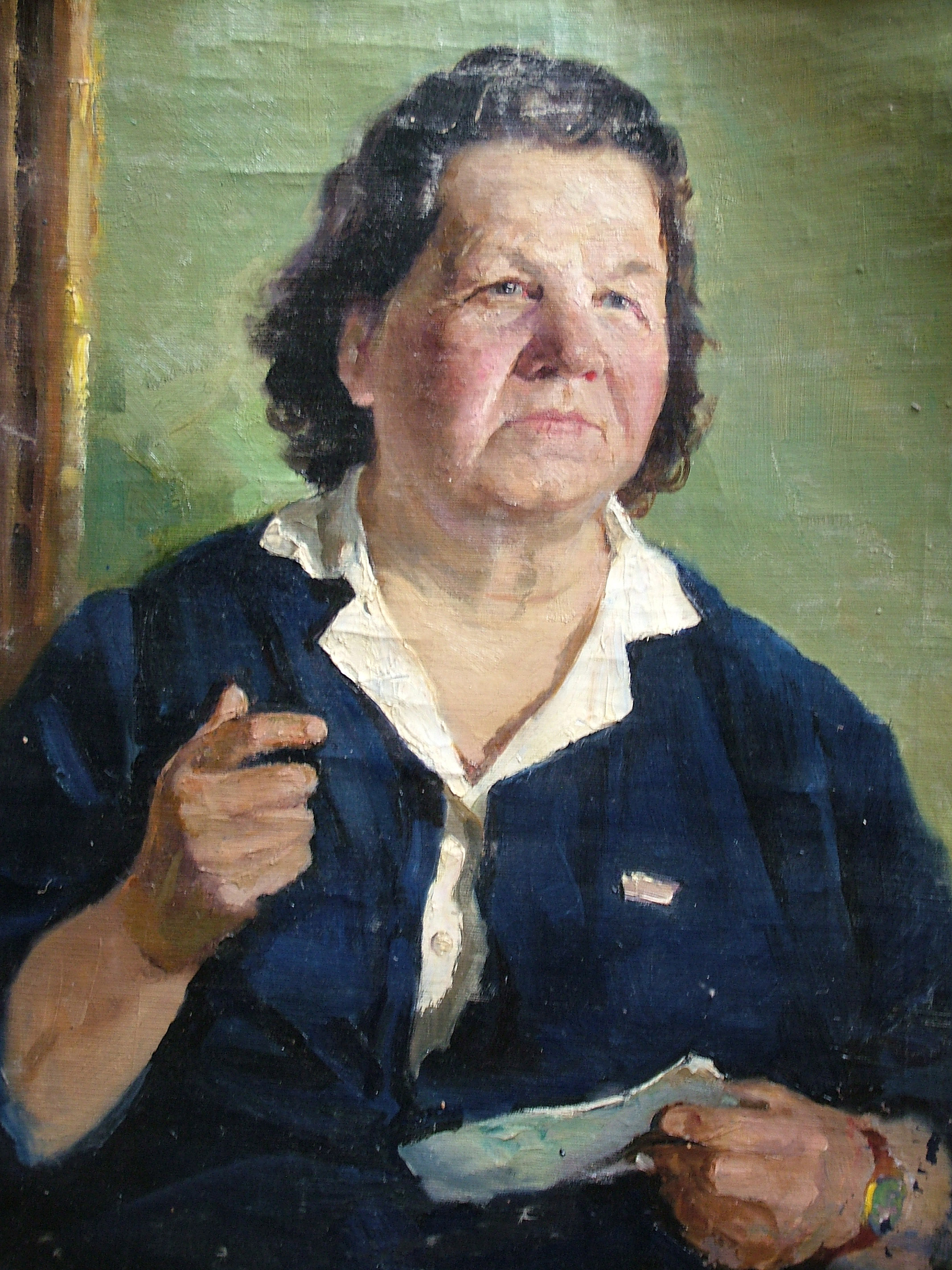
Портрет (без названия)

Занятия живописью удалось возобновить только в 1948 году после демобилизации, продолжив обучение в художественном училище. В 1950 году поступает в Московский государственный академический художественный институт имени В.И. Сурикова и обучается под руководством таких мастеров, как П. П. Соколов-Скаля, Н. П. Христолюбов, В. И. Гаврилов.
В 1956 году, после успешного окончания института, начинает творческую деятельность, сочетая её с педагогической работой в Свердловском архитектурном институте: был заведующим кафедры живописи в институте 20 лет.
Работы Кондрашина хранятся в Художественном фонде Российской Федерации, в Научно-исследовательском музее Российской академии художеств, в Доме Офицеров центрального военного округа города Екатеринбурга, в Екатеринбургской картинной галерее, Нижне-Тагильском художественном музее, в Ирбитской художественной галерее, а также в галереях Москвы, США, Франции, Германии и Тайваня.
Скончался 7 мая 1994 года в Екатеринбурге. Похоронен на Широкореченском кладбище.